# Tennis vid olympiska sommarspelen 1912
Tennisen vid olympiska sommarspelen 1912 avgjordes i åtta grenar, fyra för herrar, två för damer och två mixade. 82 tävlande från 14 länder deltog.

## Medaljfördelning
| Pl.    | Nation         | Guld | Silver | Brons | Totalt |
| ------ | -------------- | ---- | ------ | ----- | ------ |
| 1      | Frankrike      | 3    | 0      | 2     | 5      |
| 2      | Storbritannien | 2    | 2      | 2     | 6      |
| 3      | Sydafrika      | 2    | 1      | 0     | 3      |
| 4      | Tyskland       | 1    | 1      | 1     | 3      |
| 5      | Sverige        | 0    | 2      | 1     | 3      |
| 6      | Österrike      | 0    | 1      | 0     | 1      |
| 6      | Danmark        | 0    | 1      | 0     | 1      |
| 8      | Australasien   | 0    | 0      | 1     | 1      |
| 8      | Norge          | 0    | 0      | 1     | 1      |
| Totalt | Totalt         | 8    | 8      | 8     | 24     |

## Medaljörer

### Utomhus
| Gren                    | Guld                                         | Silver                                | Brons                                           |
| Herrsingel Detaljer...  | Charles Winslow Sydafrika                    | Harold Kitson Sydafrika               | Oscar Kreuzer Tyskland                          |
| Herrdubbel Detaljer...  | Sydafrika Harold Kitson Charles Winslow      | Österrike Felix Pipes Arthur Zborzil  | Frankrike Albert Canet Édouard Mény de Marangue |
| Damsingel Detaljer...   | Marguerite Broquedis Frankrike               | Dorothea Köring Tyskland              | Molla Bjurstedt Norge                           |
| Mixeddubbel Detaljer... | Tyskland Dorothea Köring Heinrich Schomburgk | Sverige Sigrid Fick Gunnar Setterwall | Frankrike Marguerite Broquedis Albert Canet     |

### Inomhus
| Gren                    | Guld                                      | Silver                                               | Brons                                       |
| Herrsingel Detaljer...  | André Gobert Frankrike                    | Charles Dixon Storbritannien                         | Anthony Wilding Australasien                |
| Herrdubbel Detaljer...  | Frankrike Maurice Germot André Gobert     | Sverige Carl Kempe Gunnar Setterwall                 | Storbritannien Alfred Beamish Charles Dixon |
| Damsingel Detaljer...   | Edith Hannam Storbritannien               | Sofie Castenschiold Danmark                          | Mabel Parton Storbritannien                 |
| Mixeddubbel Detaljer... | Storbritannien Edith Hannam Charles Dixon | Storbritannien Helen Aitchison Herbert Roper Barrett | Sverige Sigrid Fick and Gunnar Setterwall   |

## Deltagande nationer
Totalt deltog 82 tennisspelare från 14 länder vid de olympiska spelen 1912 i Stockholm.
- Australasien (1) (herrar:1 damer:0)
- Österrike (3) (herrar:3 damer:0)
- Böhmen (8) (herrar:8 damer:0)
- Danmark (10) (herrar:9 damer:1)
- Frankrike (6) (herrar:5 damer:1)
- Tyskland (7) (herrar:6 damer:1)
- Storbritannien (11) (herrar:8 damer:3)
- Ungern (6) (herrar:6 damer:0)
- Nederländerna (1) (herrar:1 damer:0)
- Norge (7) (herrar:6 damer:1)
- Ryssland (2) (herrar:2 damer:0)
- Sydafrika (3) (herrar:3 damer:0)
- Sverige (16) (herrar:10 damer:6)
- USA (1) (herrar:1 damer:0)